# آرثر بيرغر
آرثر بيرغر (بالإنجليزية: Arthur Berger)‏ هو معلم موسيقى وملحن أمريكي، ولد في 15 مايو 1912 في نيويورك في الولايات المتحدة، وتوفي في 7 أكتوبر 2003 في بوسطن في الولايات المتحدة بسبب مرض.

## وصلات خارجية
- آرثر بيرغر على موقع ميوزك برينز (الإنجليزية)
- آرثر بيرغر على موقع إن إن دي بي (الإنجليزية)
- آرثر بيرغر على موقع ديسكوغز (الإنجليزية)